# Afonso de Dornelas
Afonso de Ornelas Cisneiros o Afonso de Dornelas Cisneiros (Lisboa, 29 de marzo de 1880 - 9 de febrero de 1944), fue un investigador, escritor, arqueólogo y heraldista portugués.

## Biografía
Erudito investigador y distinguido escritor, Afonso de Dornelas inició la carrera militar en 1897, participando en la expedición a Mozambique dos años después. En 1909 pasó a prestar relevantes servicios a la Cruz Roja. Colaboró en diversas publicaciones periódicas, fundamentalmente: Anais das bibliotecas, arquivo e museus municipais(1931-1936), Contemporânea (1915-1926) e Diário de Lisboa : edição mensal(1933). Obtuvo numerosas condecoraciones, títulos y honores académicos.

### Algunas obras publicadas
- 1913-1926 - História e Genealogia (14 volúmenes)
- 19??-19?? - Tombo Histórico-Genealógico (2 volúmenes), en colaboración com Alberto de Gusmão de Macedo Navarro
- 1918 - D. António Caetano de Sousa, a sua vida, a sua obra e a sua Família
- 1926-1929 - Elucidário Nobiliárquico (2 volúmenes) (de la que fue director), en colaboración con otros escritores
- 1926-1931 - Apontamentos (2 volúmenes)
- 1942 - Os Almadas na História de Portugal, artículo de la revista "Independência", Tomo II, Lisboa